# Xylopia rigidiflora
Xylopia rigidiflora är en kirimojaväxtart som beskrevs av Bagstad och David Mark Johnson. Xylopia rigidiflora ingår i släktet Xylopia och familjen kirimojaväxter. Inga underarter finns listade i Catalogue of Life.